# Observatorio del Parque Marino de Eilat
El Observatorio del Parque Marino de Eilat (en hebreo: פארק המצפה התת-ימי באילת) es un centro de conservación, acuario, y parque público ubicado en Eilat, en el extremo sur de Israel. Es el mayor acuario público en Israel, y alberga más de 800 especies. Fue fundado en 1974 y fue el primero de su tipo. El parque y el acuario se encuentra en el sur de la reserva natural de Playa de corales Eilat.
El parque fue fundado en 1974 por el zoólogo y biólogo marino David Friedman. La idea del observatorio fue planteada en 1972, y tuvo una planificación cuidadosa para crear el observatorio sin dañar el medio ambiente natural. El espacio fue construido por completo en la tierra, y luego se colocó en las aguas del Mar Rojo usando piezas de armería y otros metales. La base del observatorio estaba conectada las grandes cadenas de hierro, y después se colocaron muchos corales plantados en y alrededor del observatorio con el fin de reparar el daño que se hizo durante la realización del observatorio. El arrecife de coral alrededor del observatorio floreció y se convirtió en un importante lugar de alimentación para muchos peces, tanto carnívoros como vegetarianos.

## Galería

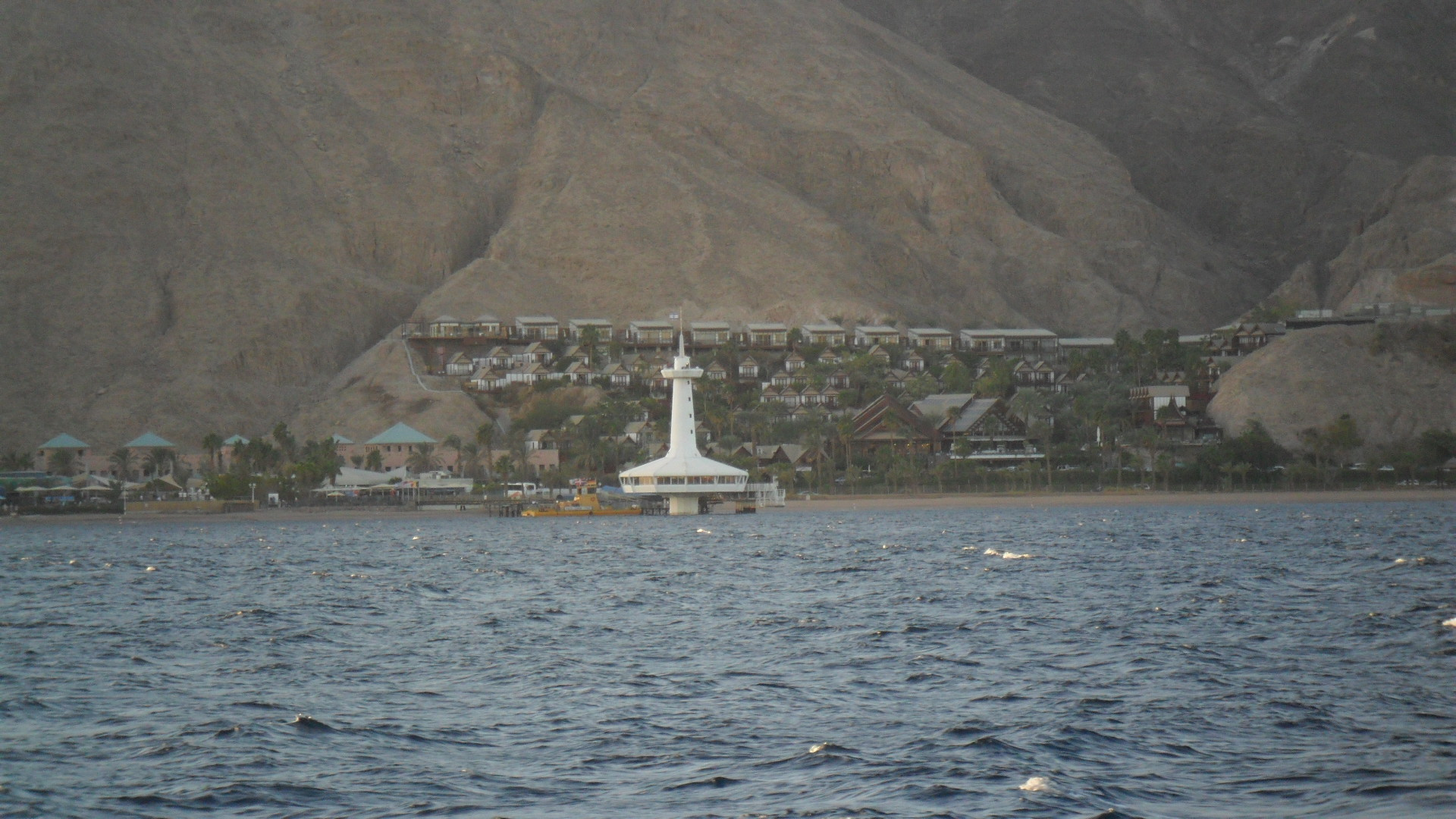
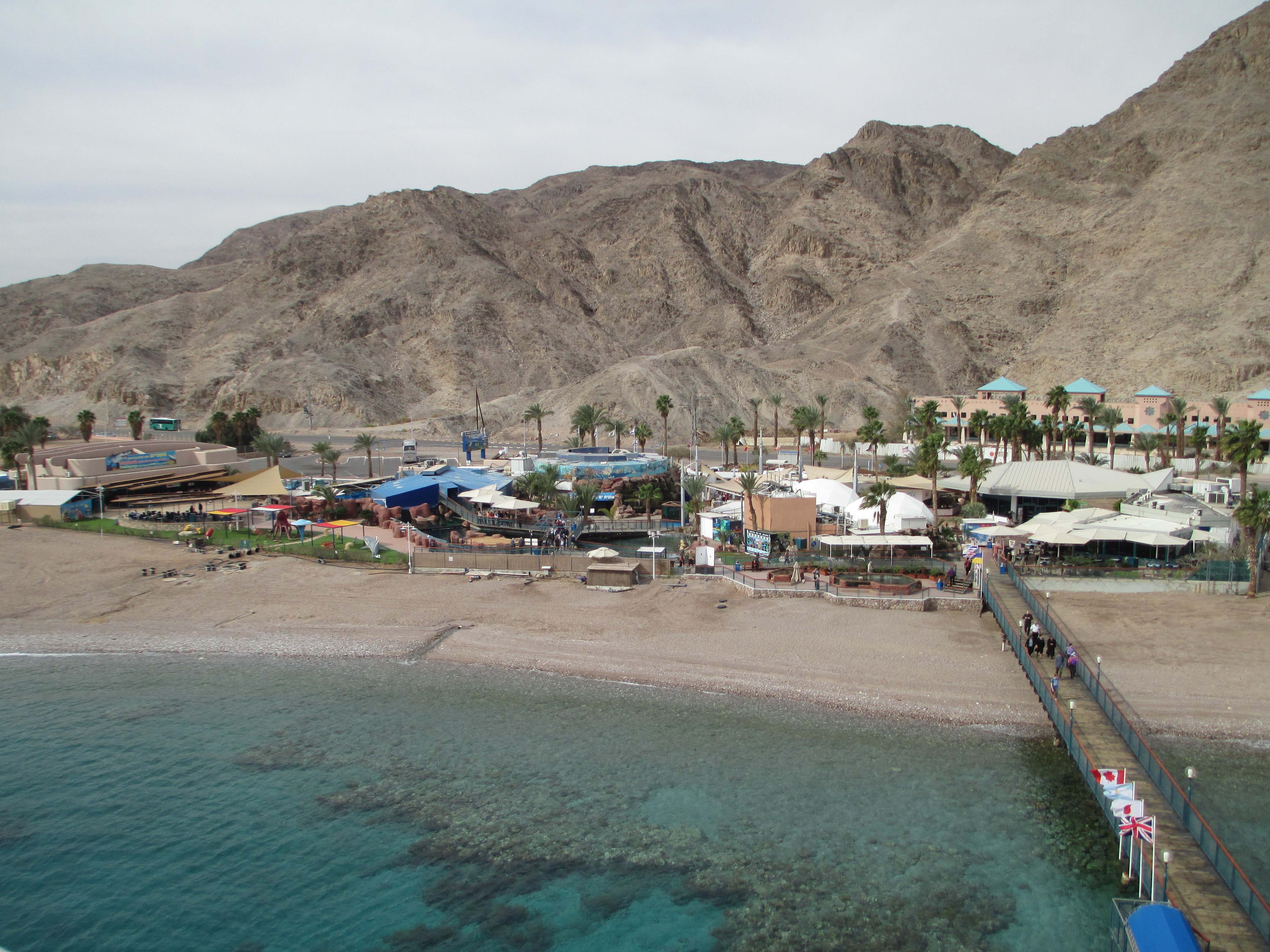
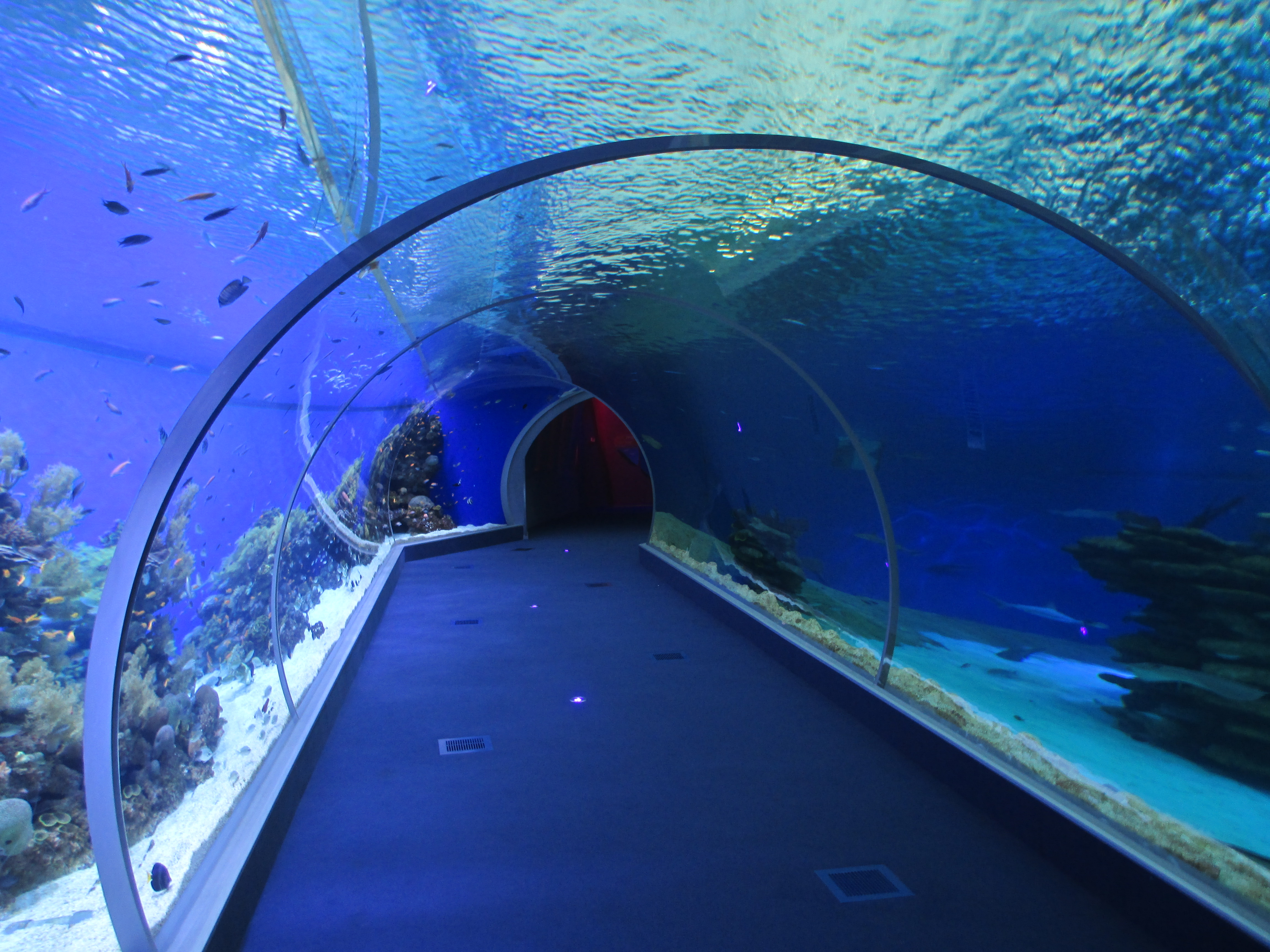
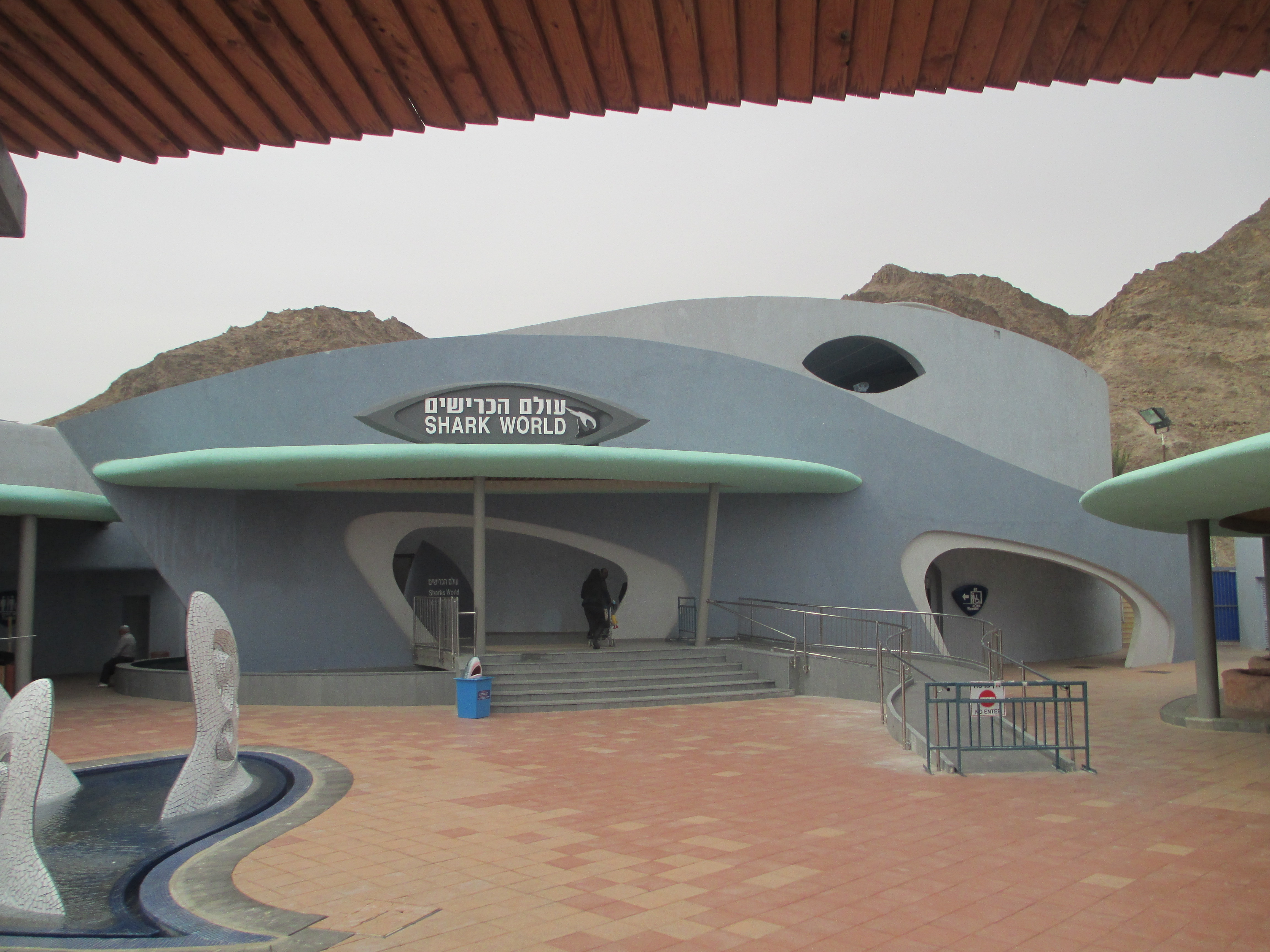
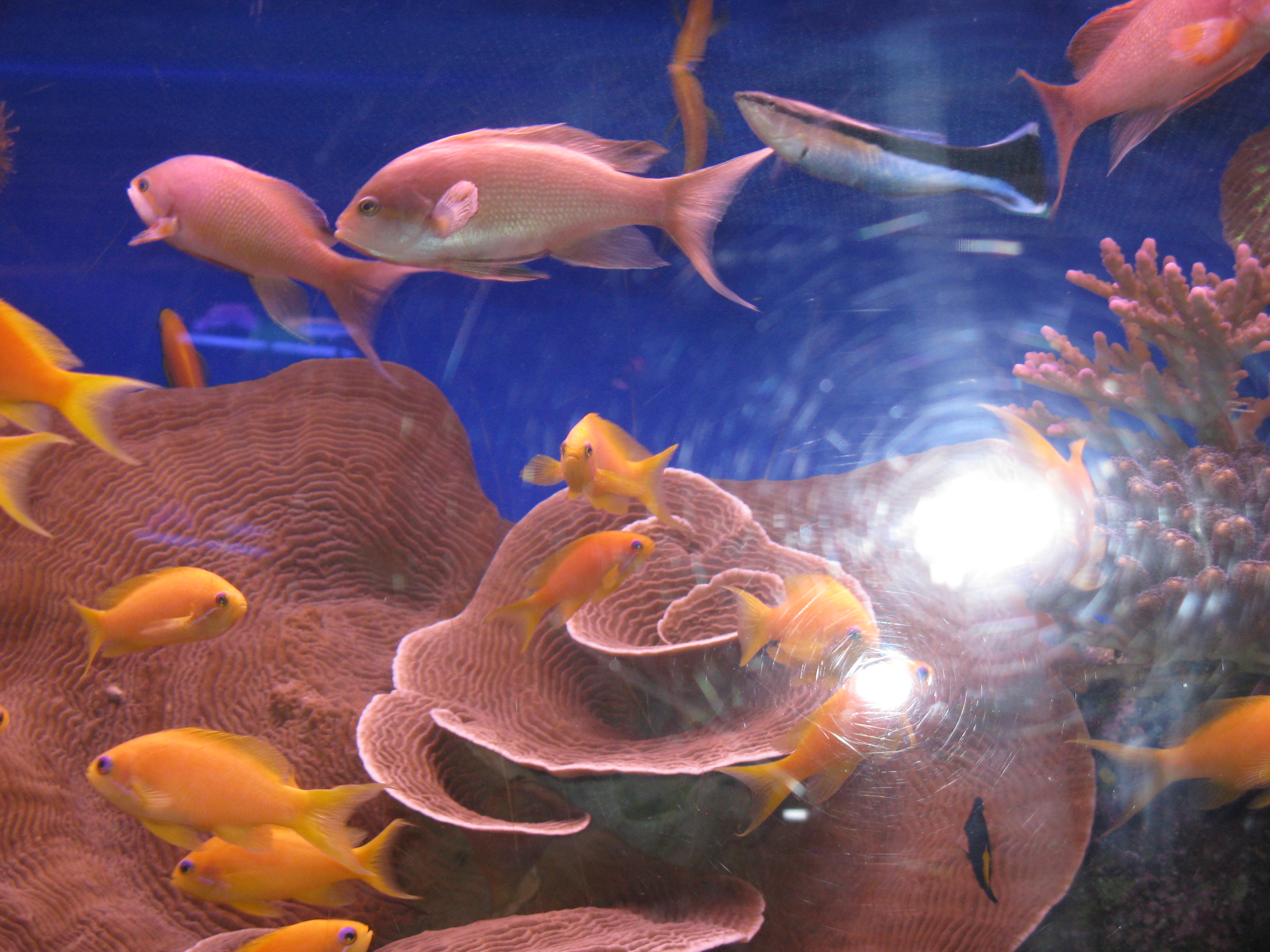
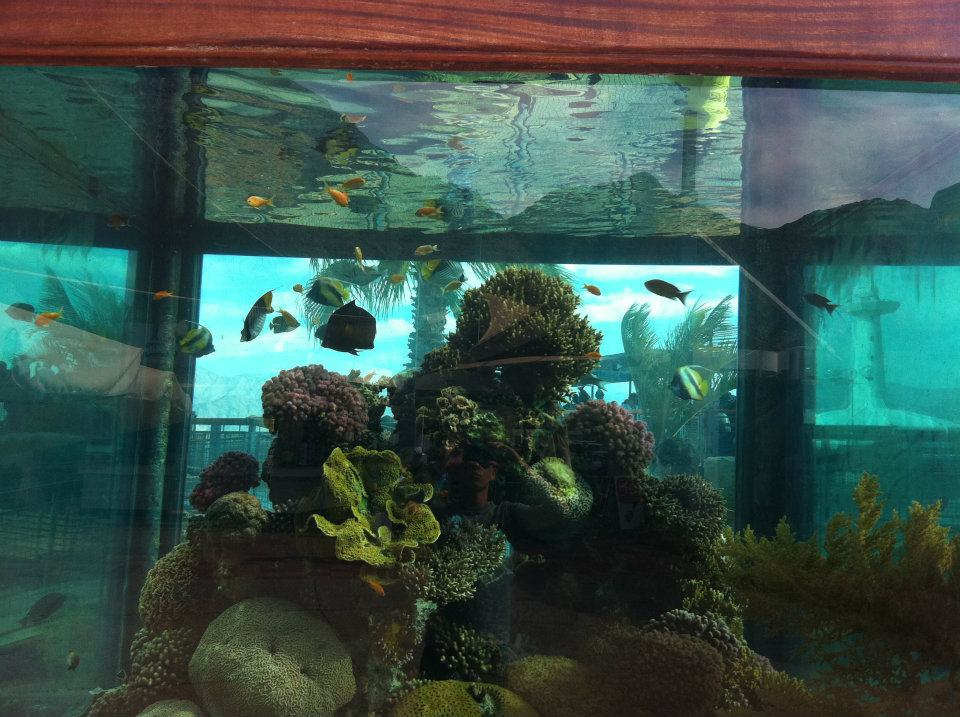
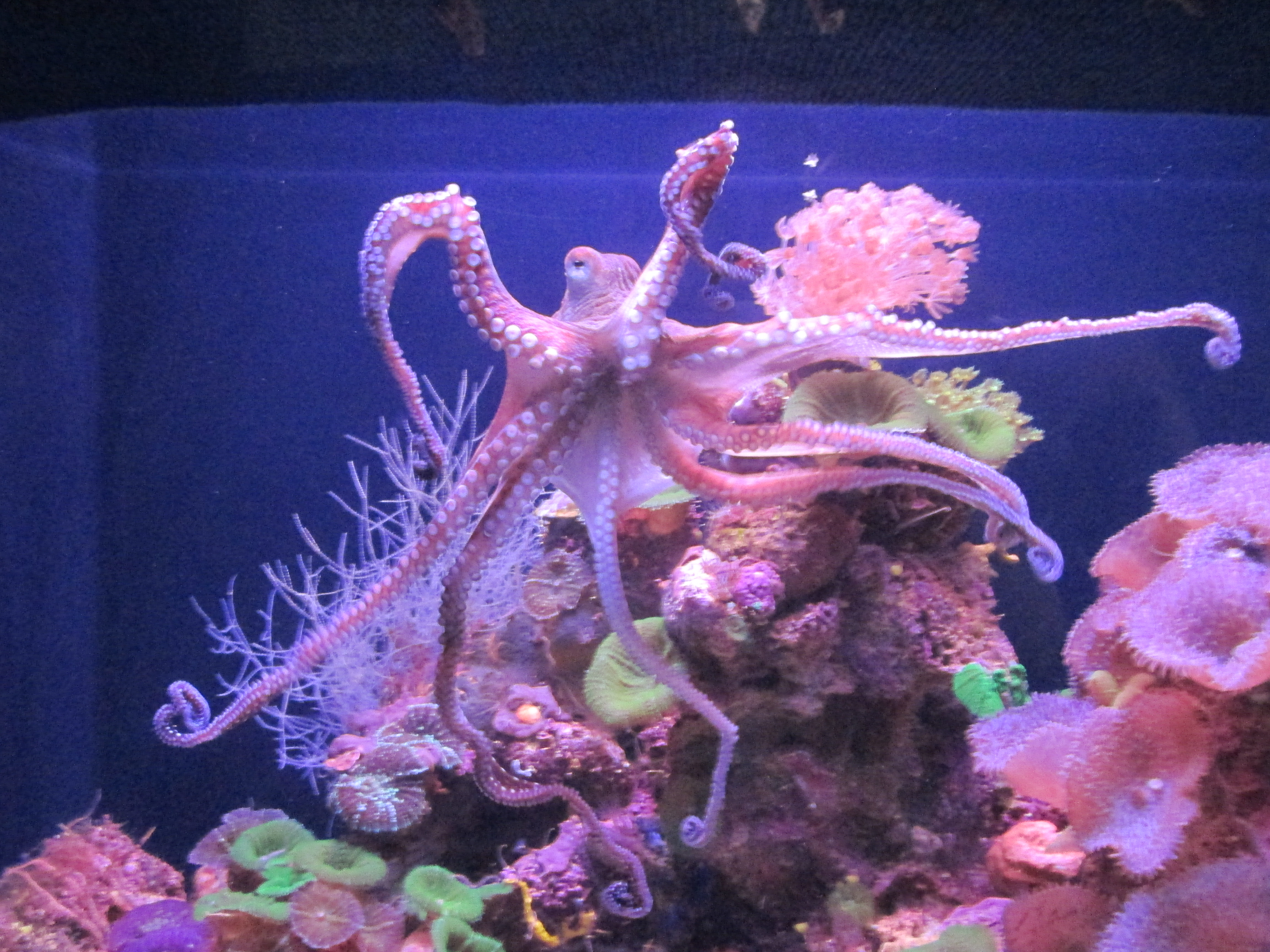
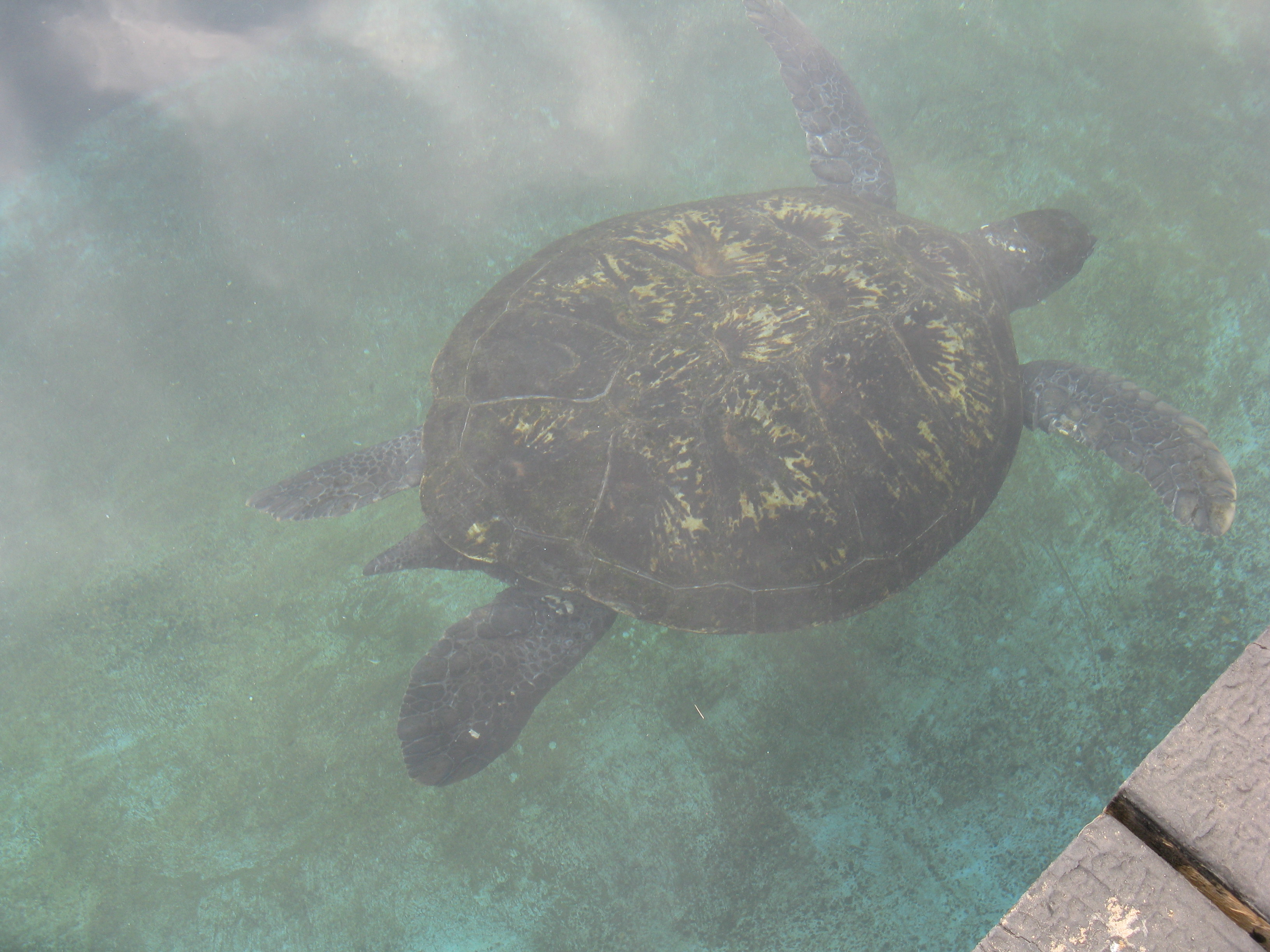